# 终极复仇者
《終極復仇者》（英語：或）是直接發行DVD的動畫電影，基於驚奇漫畫的終極漫畫系列，由獅門娛樂發行。DVD在2006年2月21日在北美開始販售，在臺灣發行的片名叫作《超人特攻與鋼鐵人》。

## 劇情
電影是以美國隊長為主角。影片講述二戰美軍英雄美國隊長在解除冰封後，在神盾局（S.H.I.E.L.D）尼克·福瑞的幫助下，組成第一批英雄團隊的故事。

## 配音員
- Justin Gross 飾 「美國隊長」史提芬·羅傑斯
- Marc Worden 飾 「鋼鐵俠」東尼·史塔克
- Andre Ware 飾 尼克·福瑞
- Grey DeLisle 飾 「黃蜂女」珍妮特·汎·戴茵
- Nolan North 飾 「巨人」漢克·皮姆
- Dave Boat 飾 雷神
- Olivia D'Abo 飾 「黑寡婦」娜塔莎·羅曼諾夫
- Fred Tatasciore 飾 綠巨人浩克／艾德恩·賈維斯
- Michael Massee 飾 布魯斯·班納
- Nan McNamara 飾 貝蒂·羅斯
- James K. Ward 飾 Herr Kleiser
- James Arnold Taylor 飾 巴基